# Grödingebanan
De Grödingebanan is een Zweedse spoorlijn van 31 kilometer tussen Flemingsberg via Södertälje door Igelstabron en Södertälje Syd naar Järna die voor een deel parallel aan het traject van de Västra stambanan loopt.

## Geschiedenis

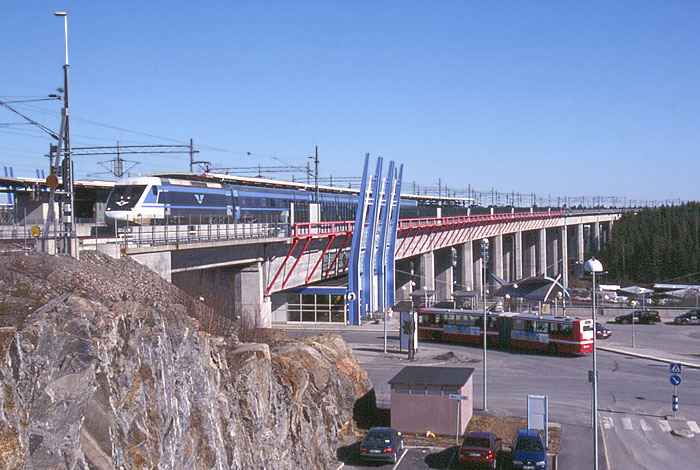
station Södertälje Syd

Om reistijden te verkorten werd naast het bestaande zeer kronkelige traject een nieuw traject aan gelegd. Het traject werd zo ontworpen dat een groot deel door tunnels en over een lang viaduct zou lopen.
Het traject werd in november 1994 voor het goederenvervoer geopend en op 9 januari 1995 officieel geopend voor het personenvervoer. Na de opening verhuisden de regionale personentreinen van de Storstockholms Lokaltrafik (SL) en het goederenvervoer weer naar het oude traject van de Västra stambanan.
Bovendien verhuisde het station Södertäljes verder naar het centrum van de stad.
Door deze loop kunnen er tegenwoordig treinen met een maximale snelheid van 200 km/h rijden. Het traject wordt aangepast om rond 2015 met een maximale snelheid van 250 km/h rijden.

## Geschiedenis Västra stambanan
Het traject van de Grödingebanan loopt tussen Flemingsberg en Järna is sinds 1994 een onderdeel van de Västra stambanan. De Västra stambanan en de toekomstige Götalandsbanan lopen eveneens over dit traject. 

## ATC
Het traject voorzien van het zogenaamde Automatische Tågkontroll (ATC).

## Elektrische tractie
Het traject werd geëlektrificeerd met een spanning van 15.000 volt 16 2/3 Hz wisselstroom.

## Bron
- Historiskt om Svenska Järnvägar
- Jarnvag.net